# 霍克獵手戰鬥機
霍克獵手（Hawker Hunter，港譯豪客獵人）是英國於20世紀50年代研發的次音速噴射機。不僅作為單座高機動戰鬥機，獵手也在服役期間經歷的大大小小的衝突當中扮演了戰鬥轟炸機和偵察機的角色。直到20世紀90年代末，獵手的雙座型號仍在英國皇家空軍和英國皇家海軍擔任二線出擊部隊和教練機的角色。作為廣泛出口的機型，獵手曾在21個國家的空軍服役。2014年，最後一架獵手從黎巴嫩空軍退役，結束了長達50年服役週期。
1953年9月7日，經過修改的第一架獵手原型機就創下了當時噴射機的平飛速度記錄，達到了727.6英里（1,171公里）的時速。鑑於優異的飛行性能，皇家空軍甚至為此成立了正式的飛行表演隊。1956年皇家空軍的第一個正式飛行表演隊成立，全機的黑色塗裝使其得到黑箭之稱，成立之初全部採用獵手戰鬥機，創下22架編隊飛行的世界紀錄。隨後成立的藍鑽表演隊也配有16架獵手戰鬥機。包括授權生產，一共有1,972架獵手被製造出來，大部分外銷其他國家。在英國本土服役的獵手隨時間推移漸漸由閃電、鷂（後者同為霍克·西德利生產）和F-4幽靈II戰鬥機取代。

## 使用國

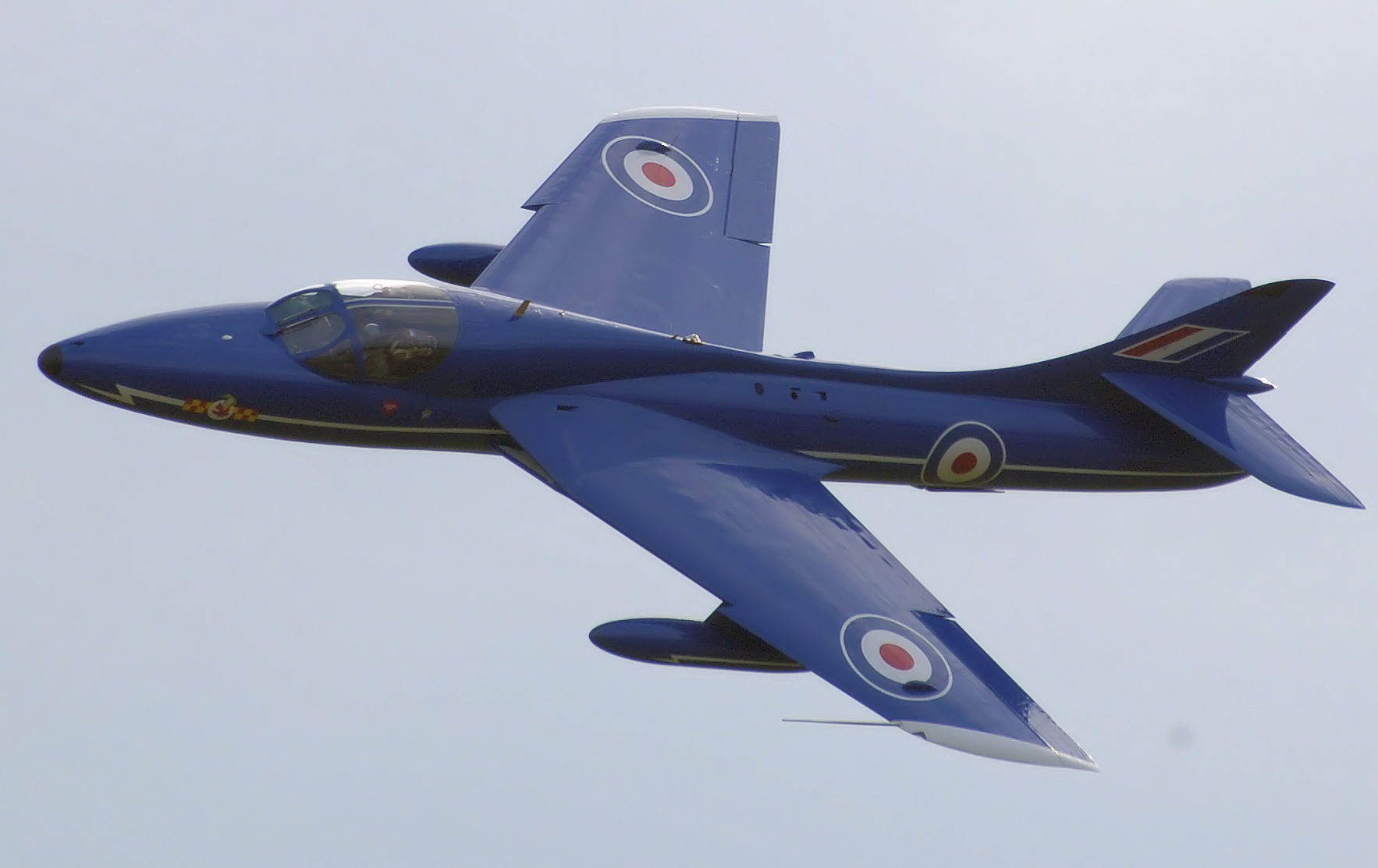
Hunter T7 restored by Delta Jets now Vintage Flyers at Kemble Airport, England

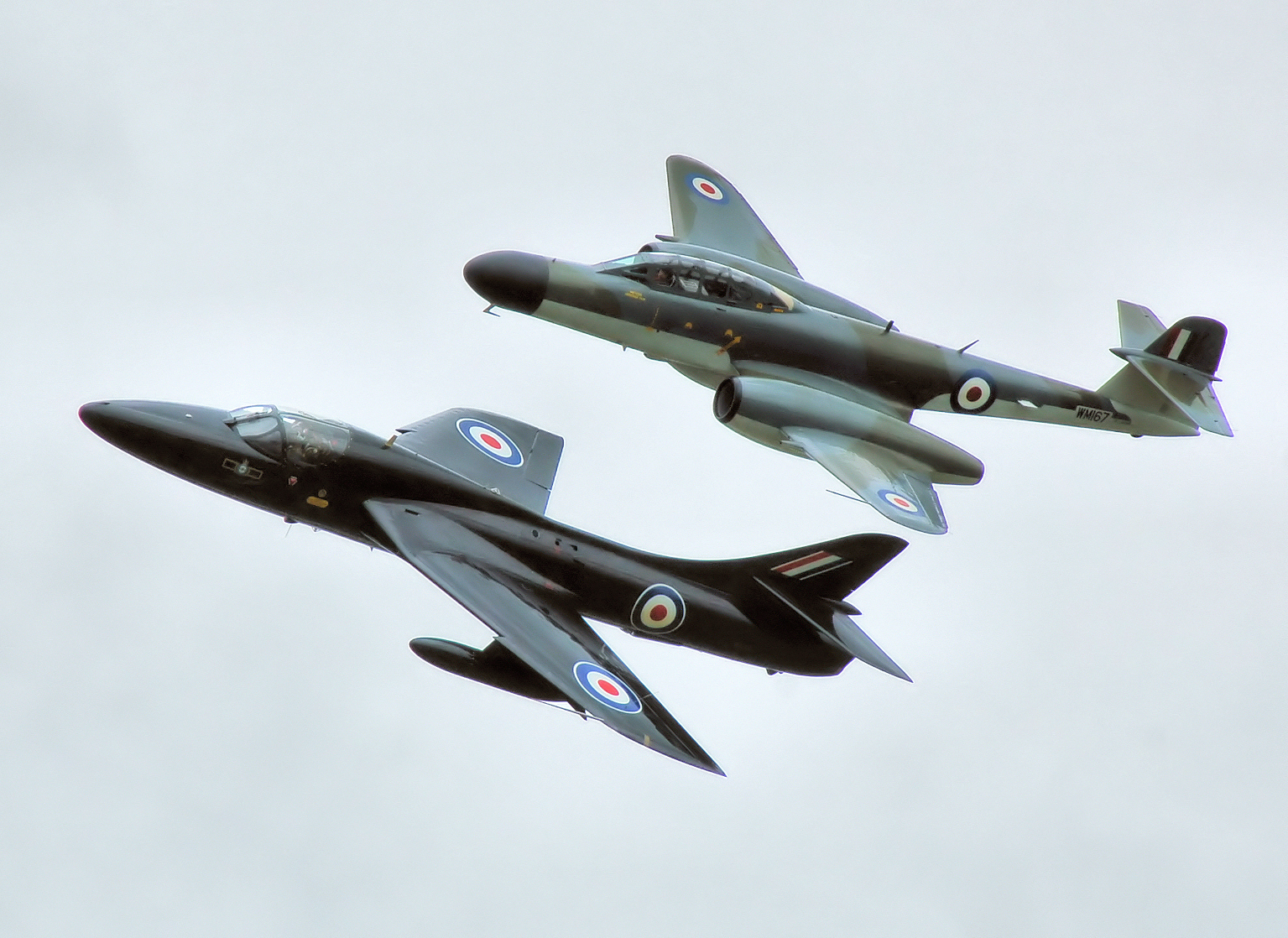
Gloster Meteor NF11 flies with Hunter Flight Academy's Hawker Hunter T7A G-FFOX at Kemble Air Show 2009

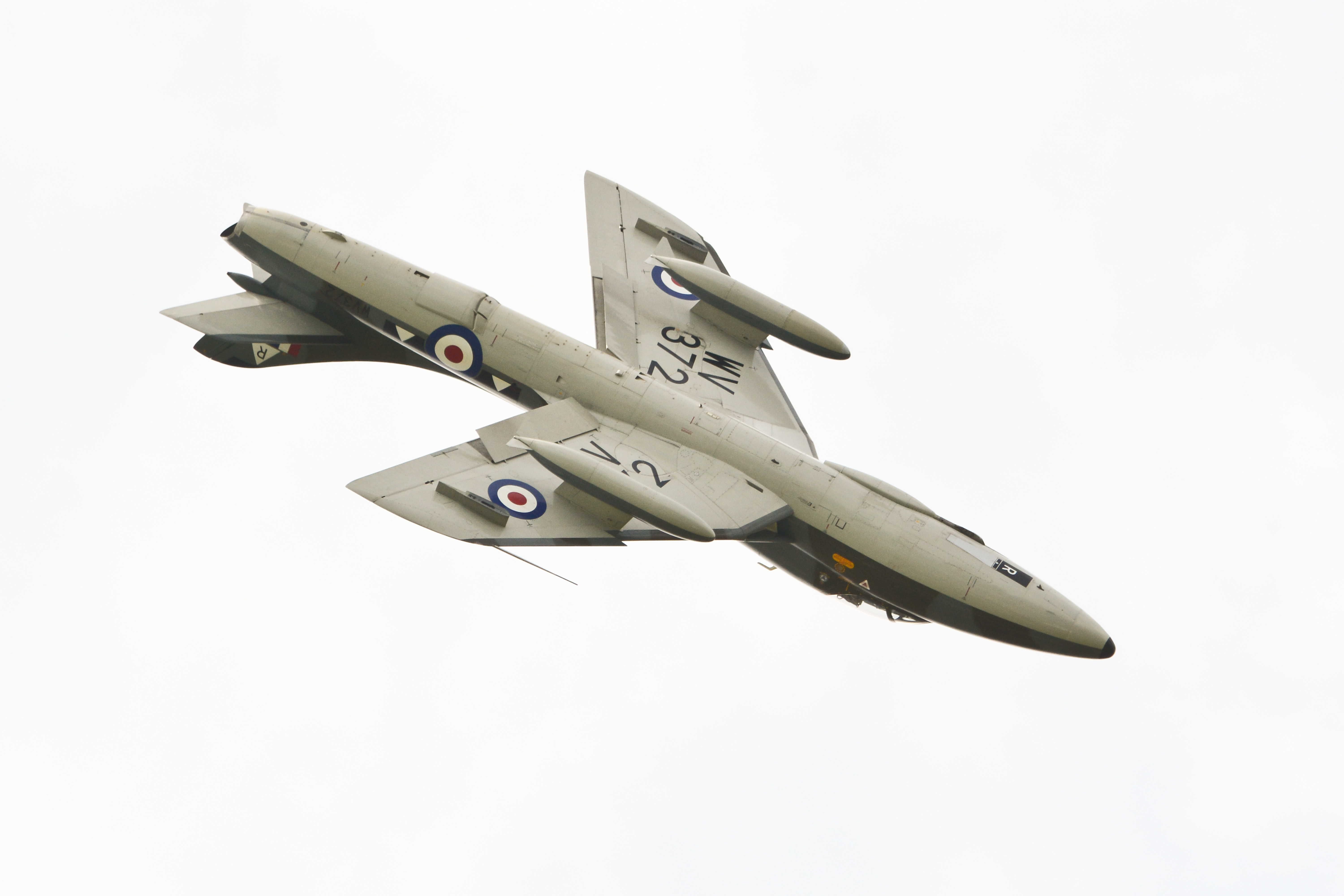
Hunter T7 aerobatics, Shoreham Airshow 2014. This aircraft was destroyed in the 2015 Shoreham Airshow crash.

- [3]
- 比利时
- 智利
- 丹麦[4][5]
- 伊拉克
- 印度
- 约旦
- [6]
- 科威特[6]
- 黎巴嫩
- 荷蘭
- 阿曼[7]
- 秘魯
- [8]
- 羅德西亞[9]
- 沙烏地阿拉伯
- 新加坡
- 瑞典
- 瑞士
- 英国
- 辛巴威

## 規格（獵手 F.6）
参考资料：The Great Book of Fighters
基本信息
- 机组：單人

性能
- 推重比：0.56

武器

- 機槍：4×30毫米（1.18吋）亞丁轉輪式機炮，備彈量150發
- 火箭彈：可選

  - 4×火箭彈吊艙（每個吊艙內含18枚SNEB 68公釐\2.7吋火箭彈）
  - 32×西斯帕諾SNORA 80公釐\3.15吋火箭彈[11]
- 飛彈：

  - 4×AIM-9響尾蛇空對空飛彈
  - 4×AGM-65小牛 空對地飛彈
- 炸彈：不同的非引導炸彈
- 其他：2x副油箱